# MCM8
MCM8‏ (Minichromosome maintenance 8 homologous recombination repair factor) هوَ بروتين يُشَفر بواسطة جين MCM8 في الإنسان.